# Синхронне плавання на літніх Олімпійських іграх 1992
Змагання з синхронного плавання на літніх Олімпійських іграх 1992 тривали з 2 до 7 серпня в Водному комплексі Берната Пікорнелла. 53 спортсменки змагалися за 2 комплекти нагород: у змаганнях соло і дуетів. 
У змаганнях соло вручили дві золоті медалі. Після виступу Сільві Фрешетт один із суддів, оцінюючи один із її елементів, ввів у комп'ютеризовану систему підрахунку балів оцінку "8.7" замість "9.7". Внаслідок цієї помилки Фрешетт розмістилася на другому місці після Крістен Бебб-Спрейґ. Далі була апеляція, після якої Міжнародна федерація плавання вручила обом синхронним плавчиням золоті медалі. Станом на 2022 рік це була остання поява змагань соло в олімпійській програмі з синхронного плавання. Починаючи з наступних Олімпійських ігор їх замінили на змагання груп.

## Медальний залік
| Дисципліна | Золото                                   | Срібло                                  | Бронза                                |
| ---------- | ---------------------------------------- | --------------------------------------- | ------------------------------------- |
| Соло       | Крістен Бебб-Спрейґ (USA)                | Сільві Фрешетт (CAN)                    | Фуміко Окуно (JPN)                    |
| Дуети      | США (USA) Керен Джозефсон Сара Джозефсон | Канада (CAN) Пенні Вілаґос Вікі Вілаґос | Японія (JPN) Фуміко Окуно Акі Такаяма |

## Таблиця медалей
| Місце              | Країна             | Золото | Срібло | Бронза | Загалом |
| ------------------ | ------------------ | ------ | ------ | ------ | ------- |
| 1                  | США (USA)          | 2      | 0      | 0      | 2       |
| 2                  | Канада (CAN)       | 1      | 1      | 0      | 2       |
| 3                  | Японія (JPN)       | 0      | 0      | 2      | 2       |
| Загалом (3 збірні) | Загалом (3 збірні) | 3      | 1      | 2      | 6       |